# 鍪

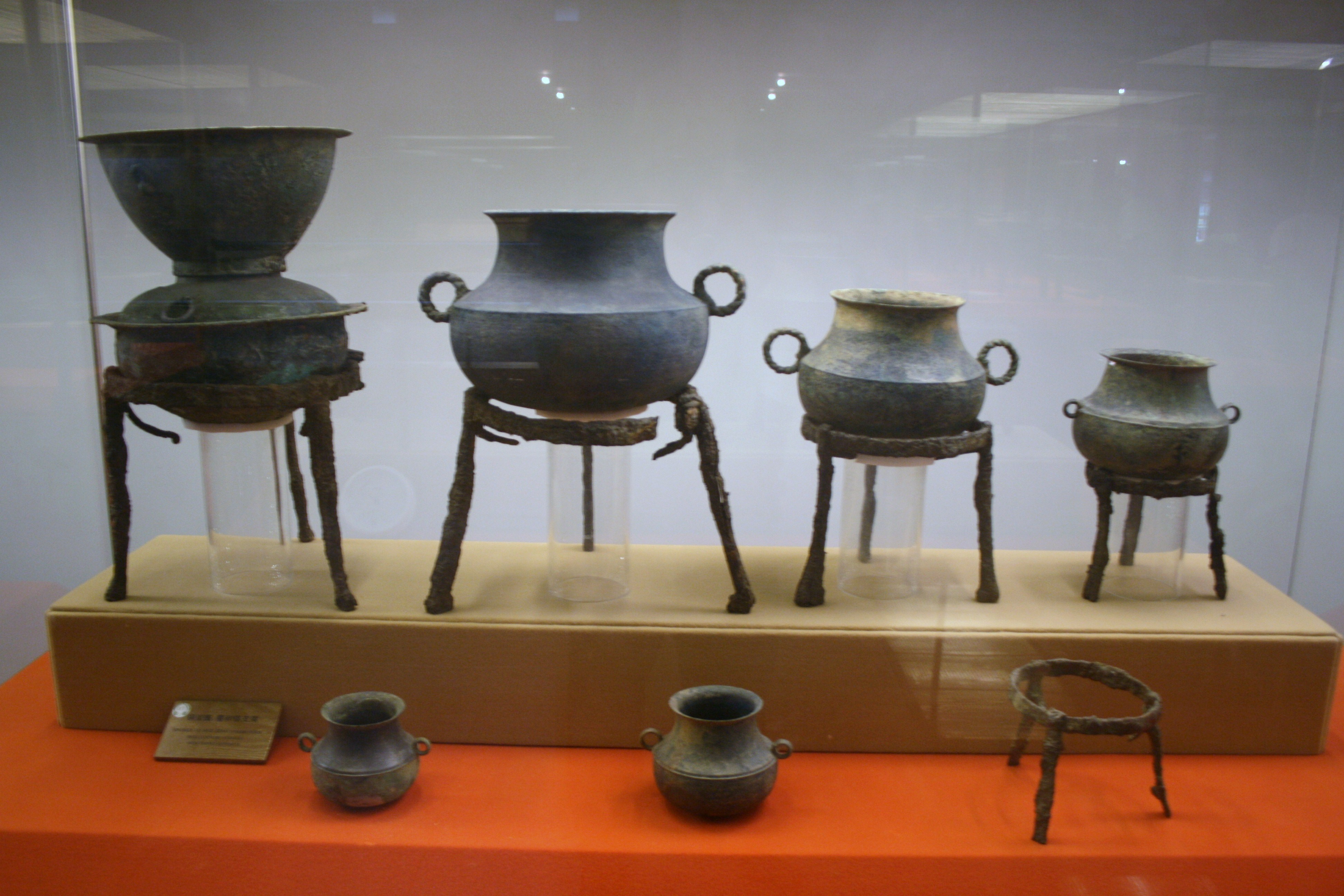
西汉南越文王墓出土的炊具，除后排左一是釜甑外，其余皆为鍪

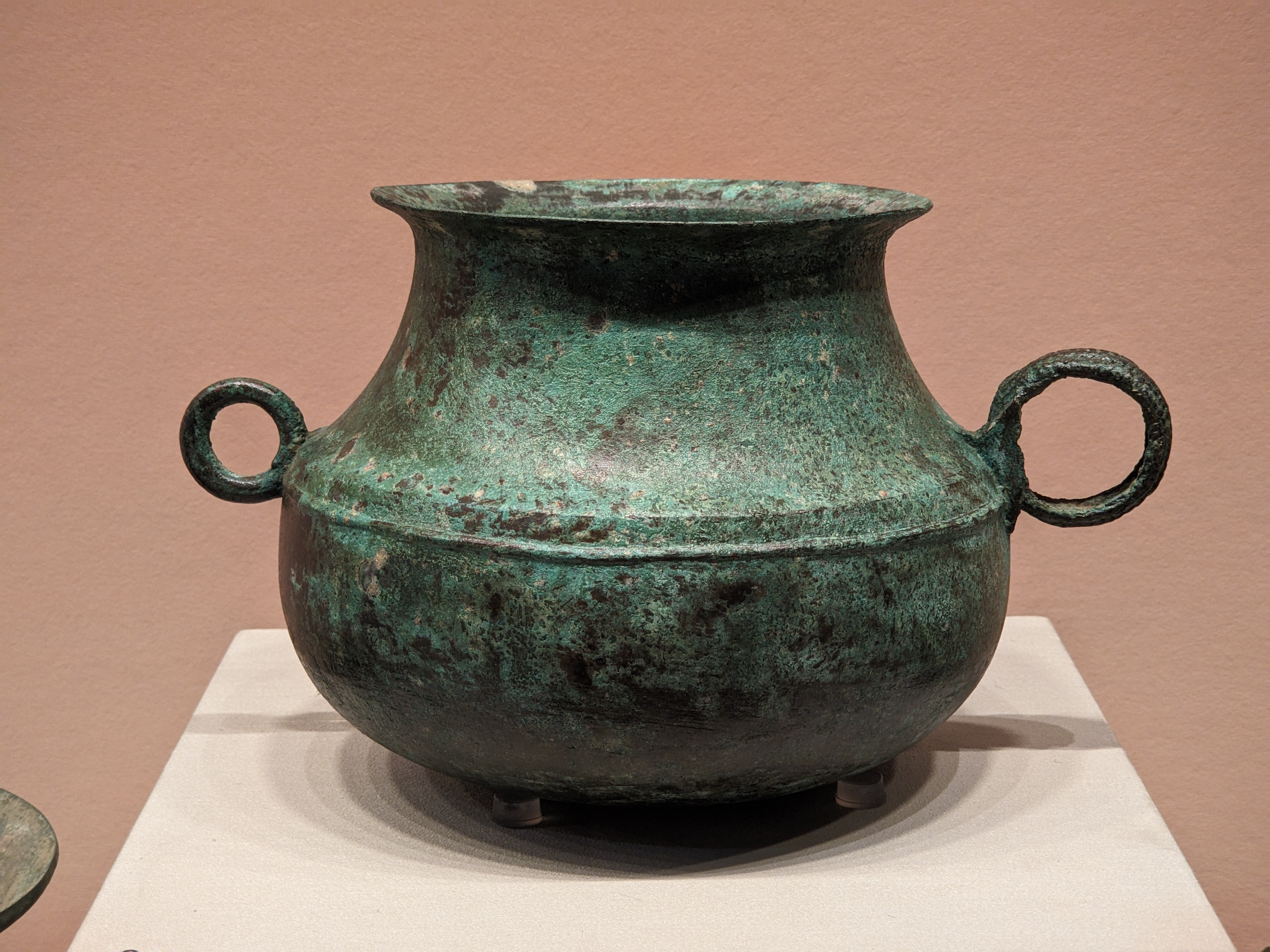
铜鍪，汉，陕西省西安市交校工地Ⅲ区出土，陕西省考古研究院藏

鍪是中国古代青铜器或陶器的器型之一，是炊器的一种。鍪存在于战国早期至东汉晚期，在陕西、河南、湖北、广东等地均有出土。鍪最早出自巴蜀地区，秦国灭巴蜀和统一六国的过程中，把鍪带到了之后秦朝的各个区域。